# Ripa (ort)
Ripa är en småort i Åhus distrikt i Kristianstads kommun i Skåne län.
Strax utanför Ripa ligger en motocrossbana.

## Befolkningsutveckling
| Befolkningsutvecklingen i Ripa 1990–2015 | Befolkningsutvecklingen i Ripa 1990–2015 | Befolkningsutvecklingen i Ripa 1990–2015 | Befolkningsutvecklingen i Ripa 1990–2015 | Befolkningsutvecklingen i Ripa 1990–2015 |
| ---------------------------------------- | ---------------------------------------- | ---------------------------------------- | ---------------------------------------- | ---------------------------------------- |
|                                          |                                          |                                          |                                          |                                          |
| År                                       |                                          |                                          | Folkmängd                                | Areal (ha)                               |
| 1990                                     | 1990                                     |                                          | 82                                       | 16#                                      |
| 1995                                     | 1995                                     |                                          | 90                                       | 17#                                      |
| 2000                                     | 2000                                     |                                          | 80                                       | 17#                                      |
| 2005                                     | 2005                                     |                                          | 86                                       | 20#                                      |
| 2010                                     | 2010                                     |                                          | 88                                       | 21#                                      |
| 2015                                     | 2015                                     |                                          | 87                                       | 28#                                      |
| Anm.: # Som småort.                      |                                          |                                          |                                          |                                          |